# Alexandre Henri Gabriel de Cassini

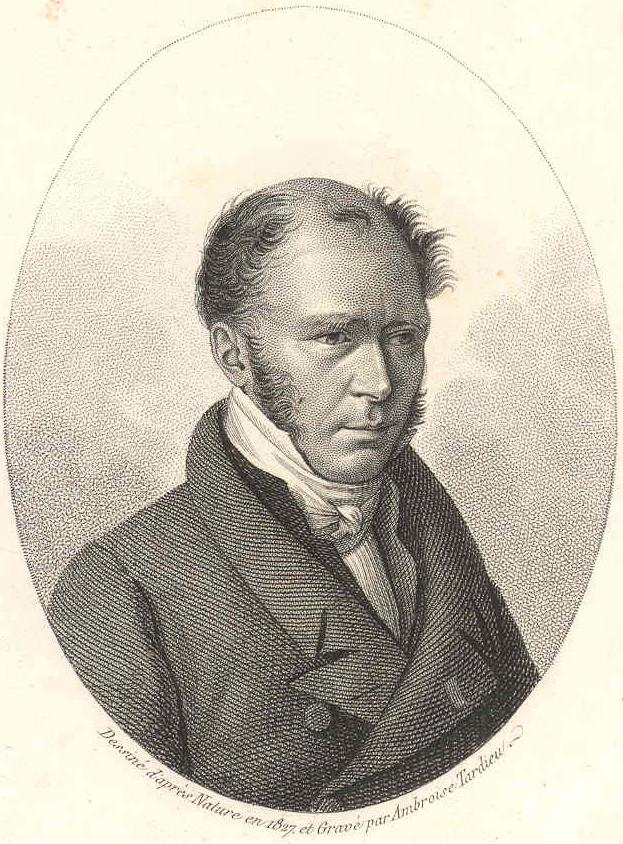
Alexandre Henri Gabriel de Cassini, 1827

Vicomte Alexandre Henri Gabriel de Cassini (* 9. Mai 1781 in Paris; † 16. April 1832 ebenda) war ein französischer Botaniker und Jurist. Sein offizielles botanisches Autorenkürzel lautet „Cass.“

## Leben
Er stammte aus einer berühmten Forscherfamilie. Er hat in dieser Familie die Bezeichnung Cassini V. Einer seiner Vorfahren ist der berühmte Astronom Giovanni Domenico Cassini (1625–1712), der den großen roten Jupiterfleck und die Cassinischen Teilungen in den Saturnringen entdeckte. Sein Vater Jean Dominique Comte de Cassini (Cassini IV) war Astronom und erstellte als Kartograph – wie auch seine Vorfahren Cassini II und Cassini III – ein wichtiges und genaues Kartenwerk für Frankreich (Carte de Cassini). Seine Mutter war Claude Marie Louise de Lamyre-Mory Comtesse de Neuville (1754–1791). Cassini V interessierte sich für Astronomie und für Botanik. Er war vor allem ein Spezialist für die Pflanzenfamilie der Korbblütler (Asteraceae, früher Compositae). Als Jurist war er Magistrat und Berater am Obersten Berufungsgericht in Paris. Er heiratete seine Cousine Cathérine Elisabeth Agathe de Riencourt (1783–?). Seit 1827 war er Mitglied der Académie des sciences.

## Ehrungen
Die Pflanzengattungen Cassinia R.Br. und Cassiniola F.Muell. aus der Familie der Korbblütler (Asteraceae) sind nach ihm benannt worden.

## Werke
- Aperçu des genres ou sous-genres nouveaux … des Synantherées. (1816–1818).
- Opuscules phytologiques … (1826–1834).